# Michałkowice (Opole)
Pour la localité de la gmina de Świerklany, voir Michałkowice (Silésie).
Michałkowice est une localité polonaise de la voïvodie d'Opole et du powiat de Głubczyce.